# Muisspitsmuizen
De muisspitsmuizen (Myosorex) zijn een geslacht van zoogdieren uit de  familie van de spitsmuizen (Soricidae). De wetenschappelijke naam van het geslacht werd in 1838 gepubliceerd door John Edward Gray.

## Soorten
Er worden 19 soorten in dit geslacht geplaatst:
- Myosorex babaulti Heim de Balsac & Lamotte, 1956
- Myosorex blarina O. Thomas, 1906
- Myosorex bururiensis Kerbis Peterhans & Hutterer, 2010
- Myosorex cafer (Sundevall, 1847) – Kafferspitsmuis
- Myosorex eisentrauti Heim de Balsac, 1968
- Myosorex geata (G. M. Allen & Loveridge, 1927)
- Myosorex gnoskei Kerbis Peterhans, Hutterer, Kaliba, & Mazibuko, 2008
- Myosorex jejei Kerbis Peterhans & Hutterer, 2010
- Myosorex kabogoensis Kerbis Peterhans & Hutterer, 2013
- Myosorex kihaulei Stanley & Hutterer, 2000
- Myosorex longicaudatus Meester & Dippenaar, 1978
- Myosorex meesteri P. J. Taylor, T. C. Kearney, Kerbis Peterhans, Baxter, & Willows-Munro, 2013
- Myosorex okuensis Heim de Balsac, 1968
- Myosorex rumpii Heim de Balsac, 1968 – Rumpi's muisspitsmuis
- Myosorex schalleri Heim de Balsac, 1966 – Schallers muisspitsmuis
- Myosorex sclateri O. Thomas & Schwann, 1905
- Myosorex tenuis O. Thomas & Schwann, 1905
- Myosorex varius (Smuts, 1832) – Afrikaanse bosspitsmuis
- Myosorex zinki Heim de Balsac & Lamotte, 1956